# Завземане: Бруклин
NXT Завземане: Бруклин беше кеч събитие, в сериите "NXT Завземане", което се проведе на 22 август 2015. То е продуцирано от WWE, под тяхната развиваща се марка NXT и излъчено по Мрежата на WWE на живо.
Проведе се в Barclays Center в Бруклин, Ню Йорк, ден преди Лятно Тръшване на същото място. Това събитие е първото NXT Завземане извън Full Sail University. Започвайки с Пристигане през 27 февруари 2014, развиващата се марка на WWE, NXT излъчва тези събития на живо по Мрежата на WWE, а това събитие беше седмо подред.
Главните мачове бяха два, мач със Стълби за Титлата на NXT, където настоящия шампион Фин Балър защити титлата срещу бившия шампион Кевин Оуенс в реванша си от Звяра в Изтока, шоуто в Токио, Япония, където Балър спечели титлата и мач за Титлата при Жените, където Саша Бенкс защитаваше титлата срещу Бейли. Мач за Отборните Титли на NXT също беше част от шоуто, където Водевиланите спечелиха титлите. NXT Завземане: Бруклин беше първото събитие на WWE за японеца Джушин Тъндър Лайгър, който се появи по време на шоуто и се би срещу Тайлър Брийз. Шоуто също ще бъде запомнено с дебюта на Аполо Крус, който започна да работи за WWE по това време на лятото.

## Продукция

### Заден план
Кеч сериите NXT Завземане започнаха от 29 май 2014 като марката на WWE, NXT излъчиха второ събитие по Мрежата на WWE, обявено като NXT Завземане. В последващи месеци "NXT Завземане" стана марка, използвана за техните NXT събития на живо, тъй като водеха NXT Завземане: Фатална четворка, NXT Завземане: Р Еволюция, NXT Завземане: Враг и най-накрая NXT Завземане: Неудържими. 
През юли 2015, WWE обяви, че тяхното ново NXT Завземане ще бъде на 22 август 2015, деня преди Лятно тръшване и ще бъде на същото място като Лятно тръшване, Barclays Center в Бруклин, Ню Йорк. Това е първото NXT Завземане извън Full Sail University в Уинтър Парк, Флорида.

### Сюжети
NXT Завземане: Бруклин включваше кеч мачове с участието на различни борци от вече съществуващи сценични вражди и сюжетни линии, които се изиграват по NXT. Борците са добри или лоши, тъй като те следват поредица от събития, които са изградили напрежение и кулминират в мач или серия от мачове.

## Резултати
| #                                                                              | Резултати                                                                                             | Правила                           | Време |
| 1N                                                                             | Зак Райдър, Моджо Роули, Ензо Аморе и Колин Дасиди победиха Джейсън Джордан, Чад Гейбъл, Даш и Доусън | Отборен мач с 8 души              | 11:10 |
| 2N                                                                             | Ива Мари победи Кармела                                                                               | Сингъл мач                        | 04:07 |
| 3N                                                                             | Бул Демпси победи Елайъс Самсън                                                                       | Сингъл мач                        | 04:35 |
| 4N                                                                             | Ема победи Беки Линч, Шарлът и Дейна Брук                                                             | Мач Фатална Четворка              | 09:33 |
| 5                                                                              | Джушин Тъндър Лайгър победи Тайлър Брийз                                                              | Сингъл мач                        | 08:42 |
| 6                                                                              | Водевиланите (Ейдън Инглиш и Саймън Гоч) (с Блу Пентс) победиха Блейк и Мърфи (ш) (с Алекса Блис)     | Отборен мач за Отборните Титли на | 10:16 |
| 7                                                                              | Аполо Крус победи Тай Дилинджър                                                                       | Сингъл мач                        | 04:43 |
| 8                                                                              | Самоа Джо победи Барън Корбин                                                                         | Сингъл мач                        | 10:21 |
| 9                                                                              | Бейли победи Саша Бенкс (ш)                                                                           | Мач за Титлата при Жените на NXT  | 18:22 |
| 10                                                                             | Фин Балър (ш) победи Кевин Оуенс                                                                      | Мач със Стълби за Титлата на NXT  | 21:45 |
| (ш) – указва шампиона/шампионите в мача; N – показва, че мача е излъчен по NXT | |                                   |       |